# OpenDNSSEC
OpenDNSSEC es un programa informático que gestiona la seguridad de los nombres de dominio en Internet. El proyecto tiene la intención de impulsar la adopción de las extensiones de seguridad para el sistema de nombres de dominio (DNSSEC) para mejorar aún más la seguridad en Internet.
OpenDNSSEC fue creado como una solución llave en mano de código abierto para DNSSEC. Esta asegura los datos de zona DNS justo antes de que sean publicados en un servidor de nombres con autoridad. OpenDNSSEC toma zonas sin firmar, añade firmas digitales y demás registros de DNSSEC y se lo pasa a los servidores de nombres autorizados para esa zona. Todas las claves se almacenan en un módulo de seguridad de hardware y son accedidas a través de PKCS # 11, una interfaz de software estándar para la comunicación con dispositivos que mantienen la información criptográfica y realizan funciones criptográficas.
OpenDNSSEC utiliza la biblioteca criptográfica Botan, y SQLite o MySQL como base de datos de trabajo. Se utiliza en los dominios de nivel superior .se, .dk, .nl y .uk.